# Catedral de Gniezno
La catedral de Gniezno o Catedral basílica de la Asunción de la Virgen María (en polaco: Katedra Gnieźnieńska) es una catedral gótica en Gniezno, Polonia. Es la catedral de la arquidiócesis de Gniezno de la Iglesia católica.
La catedral es famosa por las puertas de bronce del siglo XII (aprox. 1175) decoradas con escenas del martirio de San Adalberto y por el sarcófago de plata con las reliquias del santo. El sarcófago lo forjó Peter von der Rennen en el año 1662 después de que el anterior (depositado en el año 1623 por el rey Segismundo III Vasa) fuera robado por los suecos en el año 1655, durante el periodo de la historia polaca conocido como El Diluvio.

## Coronaciones reales en la catedral
- 25 de diciembre de 1024 - Boleslao I el Bravo
- 25 de diciembre de 1025 - Miecislao II Lambert y su esposa Richensa de Lotharingia
- 25 de diciembre de 1076 - Boleslao el Generoso y su esposa Wyszesława de Kiev
- 26 de junio de 1295 - Przemysl II y su esposa Margaret de Brandenburgo
- Agosto de 1300 - Wenceslao II de Bohemia

## El presbiterio y la nave
En el centro del presbiterio de la catedral se encuentra el baldaquino dorado (basado en el Altar de Bernini) y debajo el relicario barroco dorado de plata: el féretro de San Adalberto con una caja de madera, probablemente de cedro, que data del siglo XII cubierta con relieves con los restos del santo en su interior. Detrás del santuario se encuentra una lápida medieval de mármol rojo que data de 1480 que conmemora al patrón. En el lado norte del presbiterio hay un taburete bañado en oro con el emblema del Primado Stefan Wyszyński y sobre el trono cuelga el escudo del actual Arzobispo de Gniezno, Józef Kowalczyk. Además, al final del presbiterio hay un gran altar de sacrificios con un relieve de San Adalberto. Sobre el altar hay una viga de arco iris con un precioso crucifijo gótico de tilo que data de alrededor de 1430. El resto de la nave consta de sillas para los fieles y una pequeña sala para los funcionarios de la iglesia.

## Galería

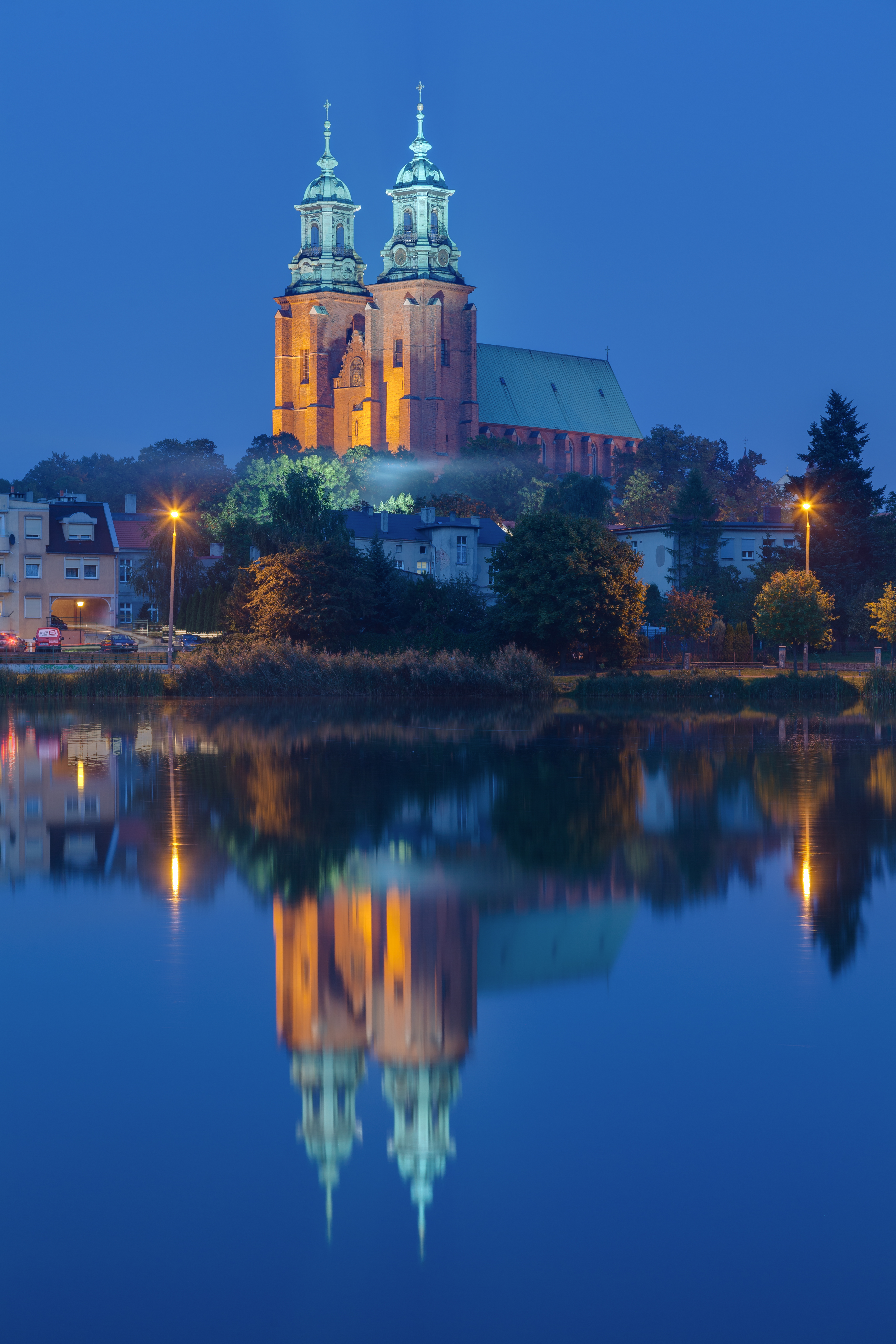
Vista desde el lago.
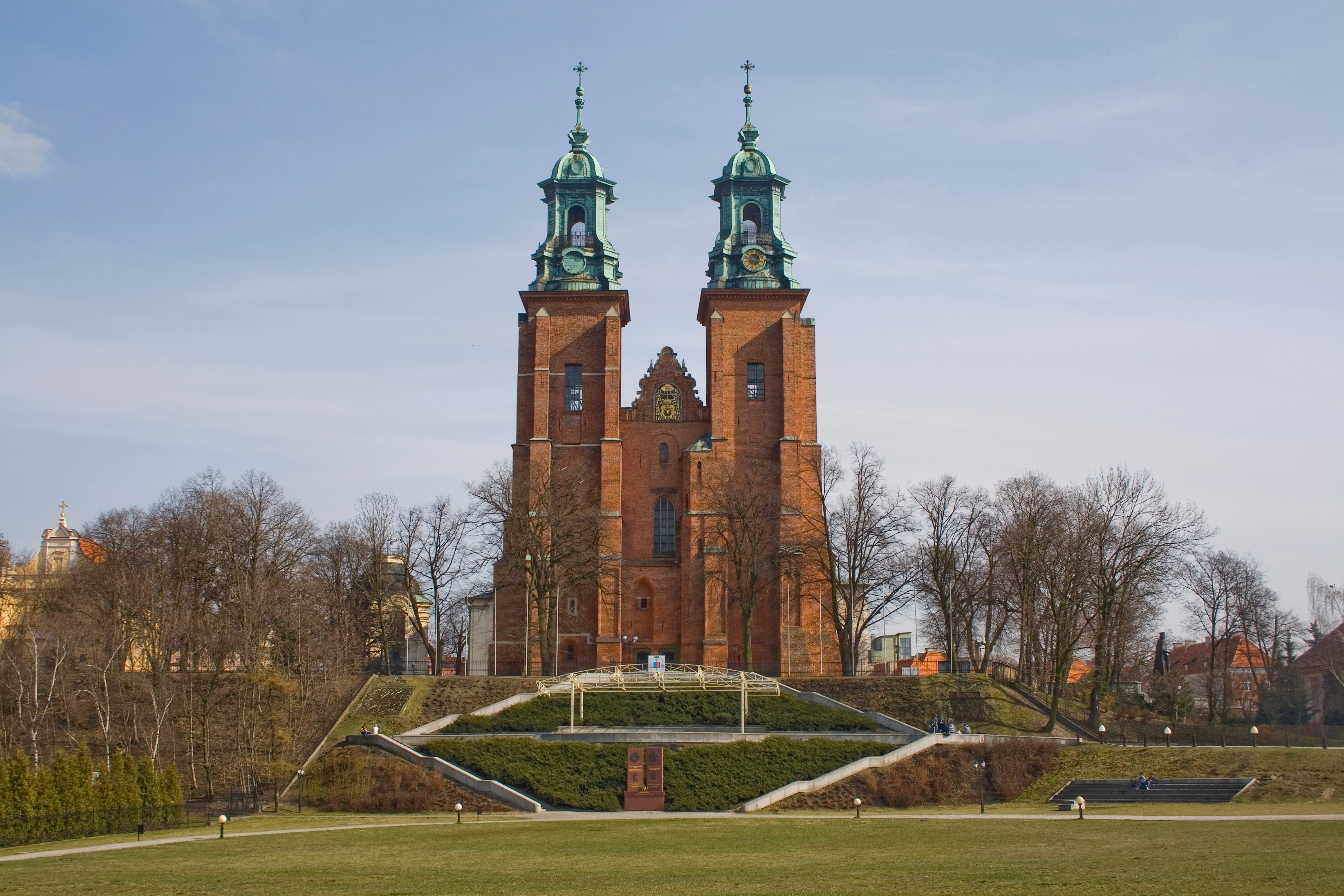
Vista frontal.
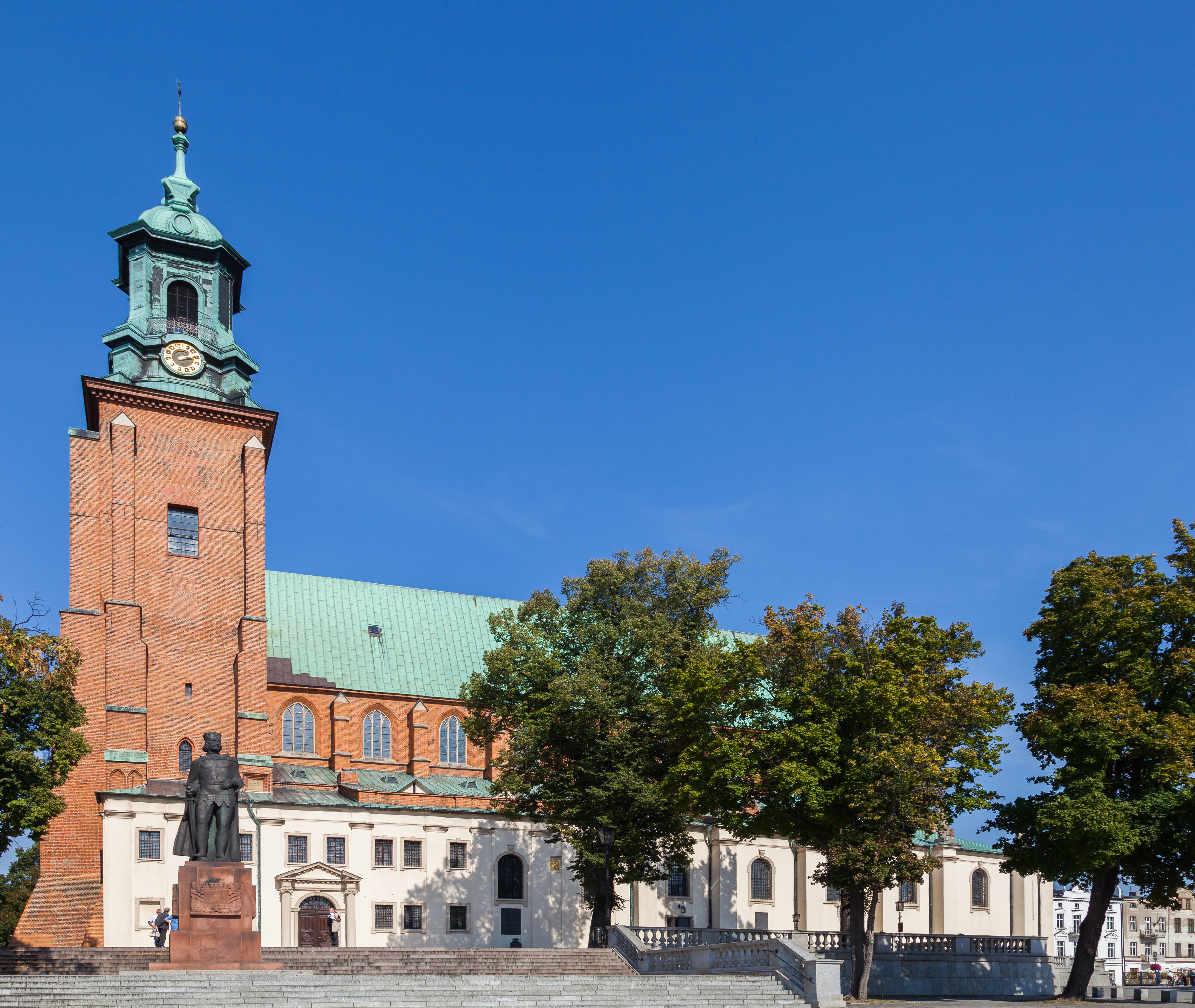
Vista lateral.
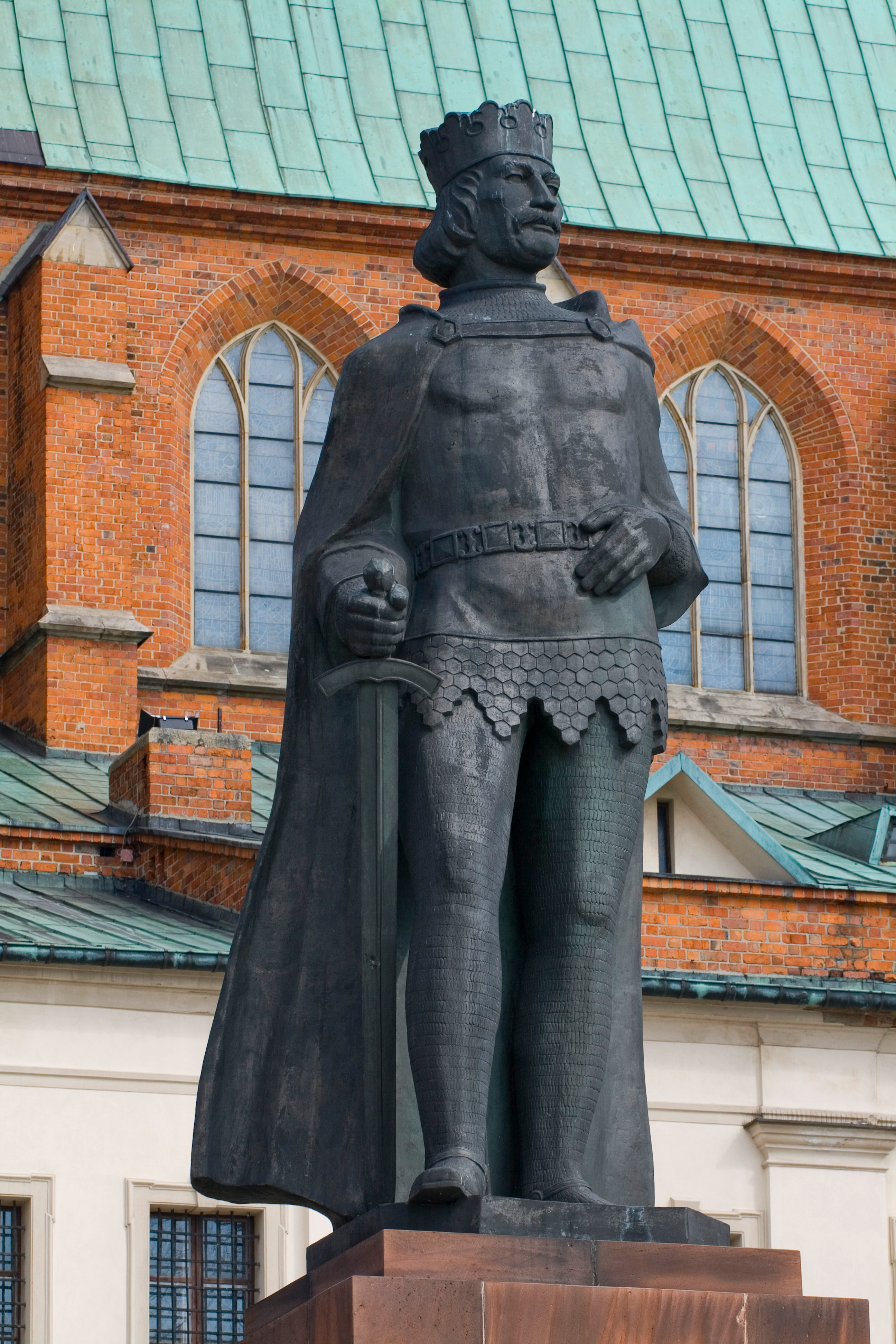
Estatua de Boleslao I frente a la catedral.
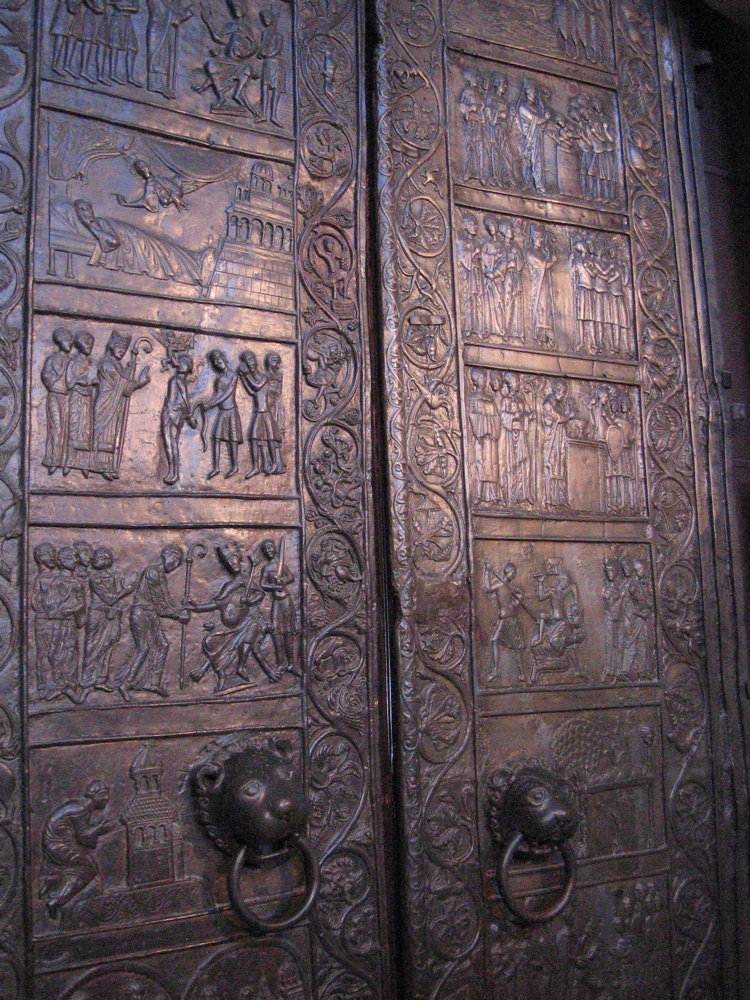
Puertas de Gniezno.
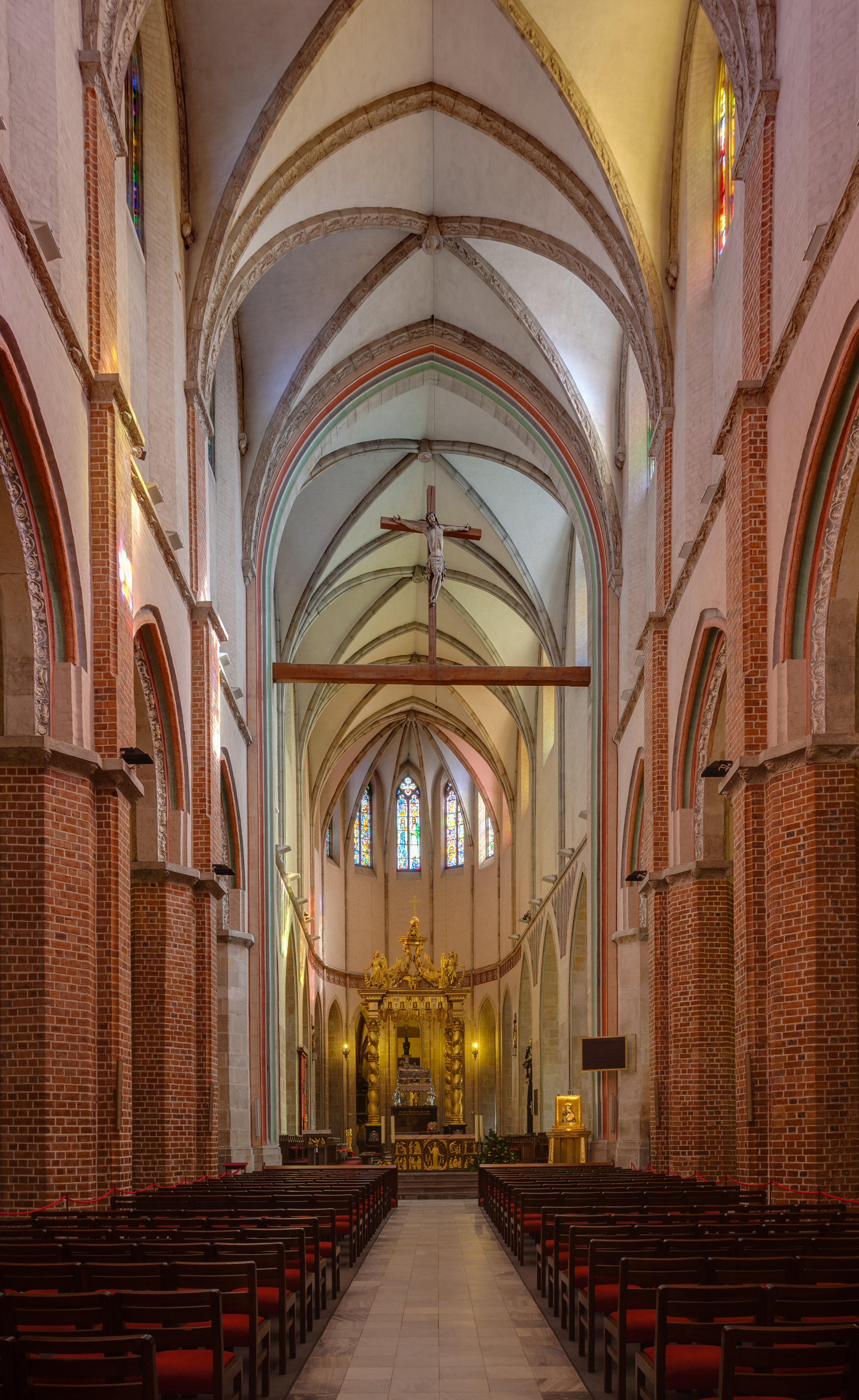
Vista general del interior.
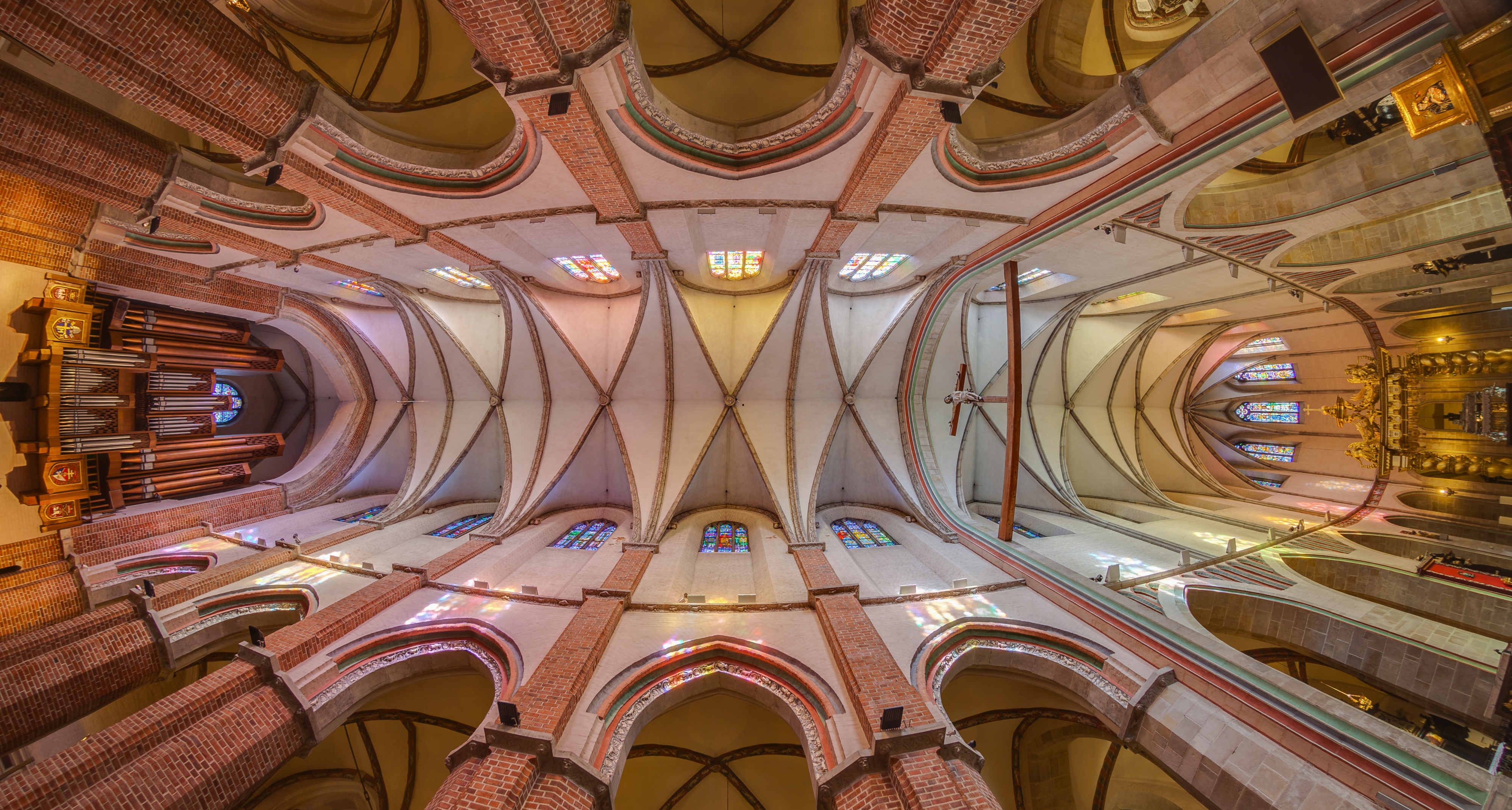
Vista global superior.
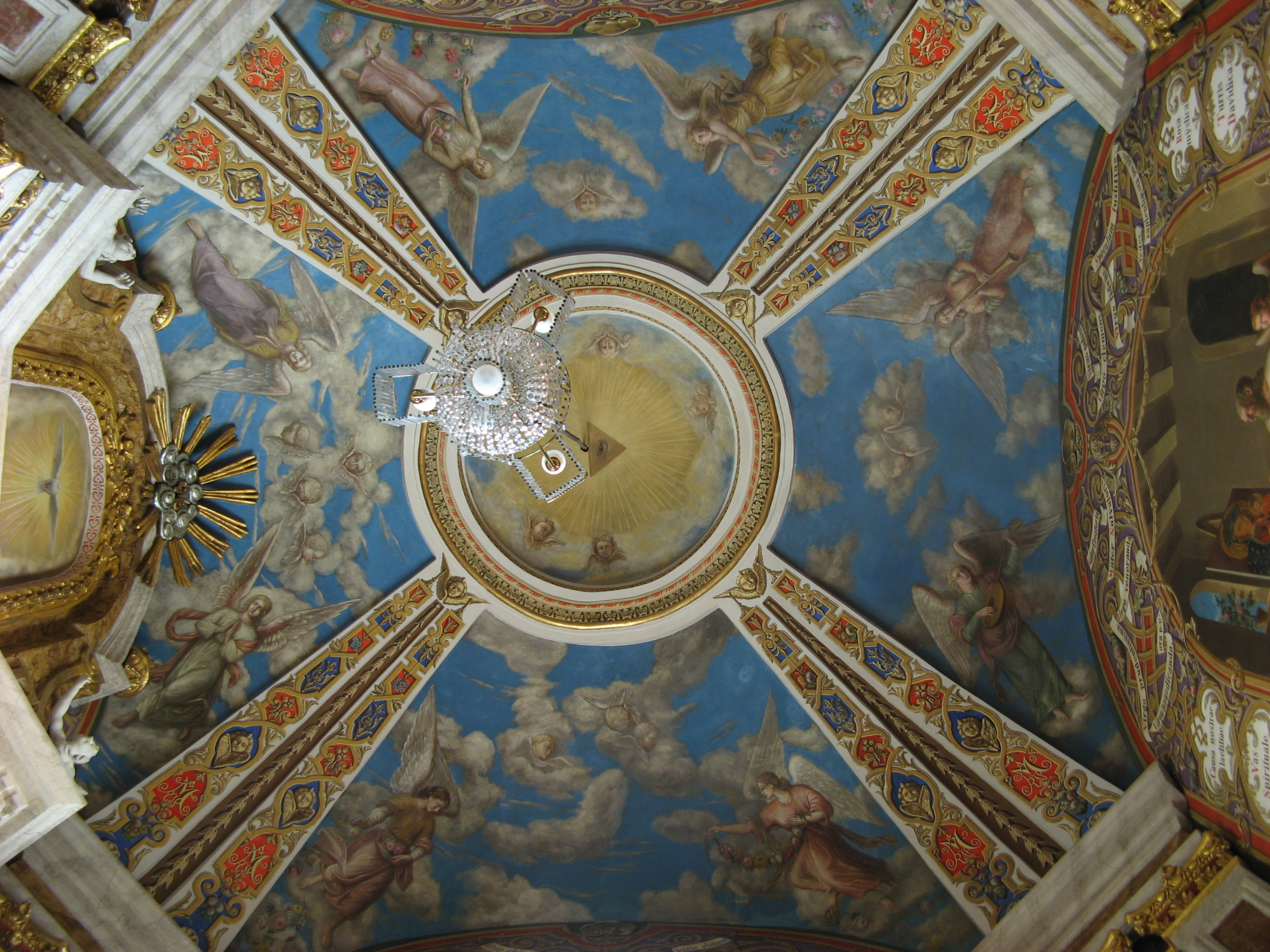
Frescos en la cúpula de una capilla lateral.
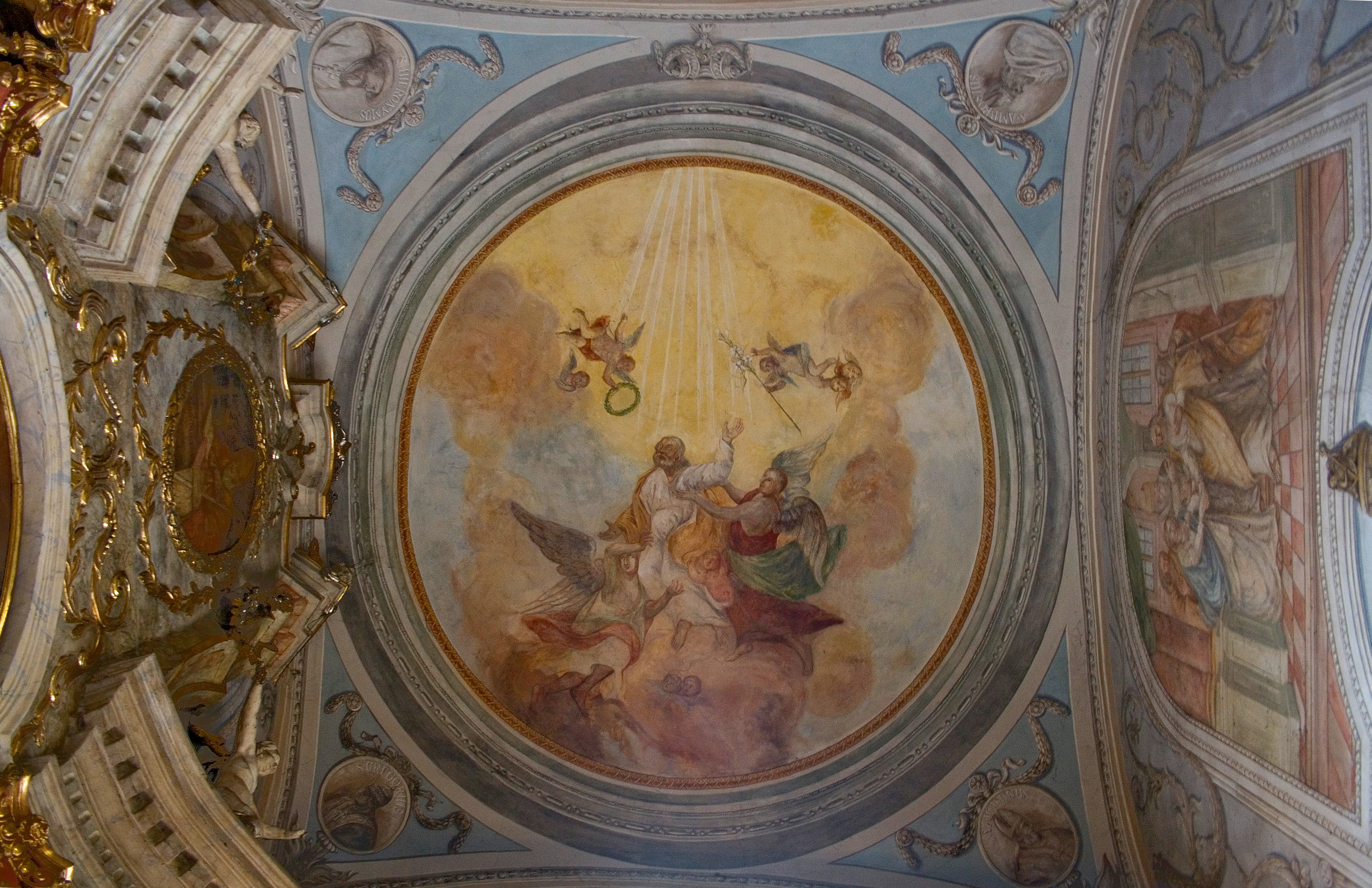
Fresco sobre una de las entradas.
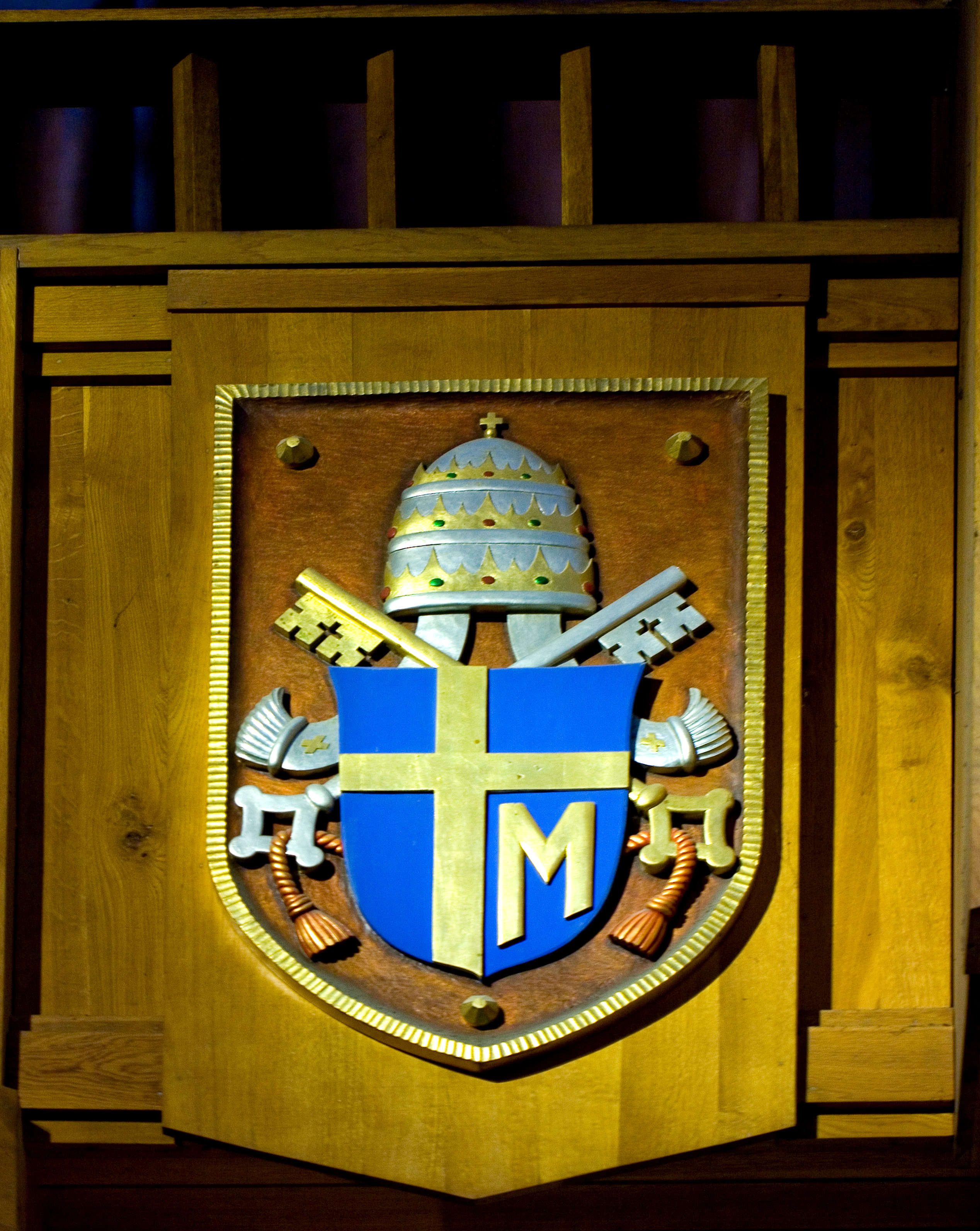
Detalle (escudo pontificio de Juan Pablo II).
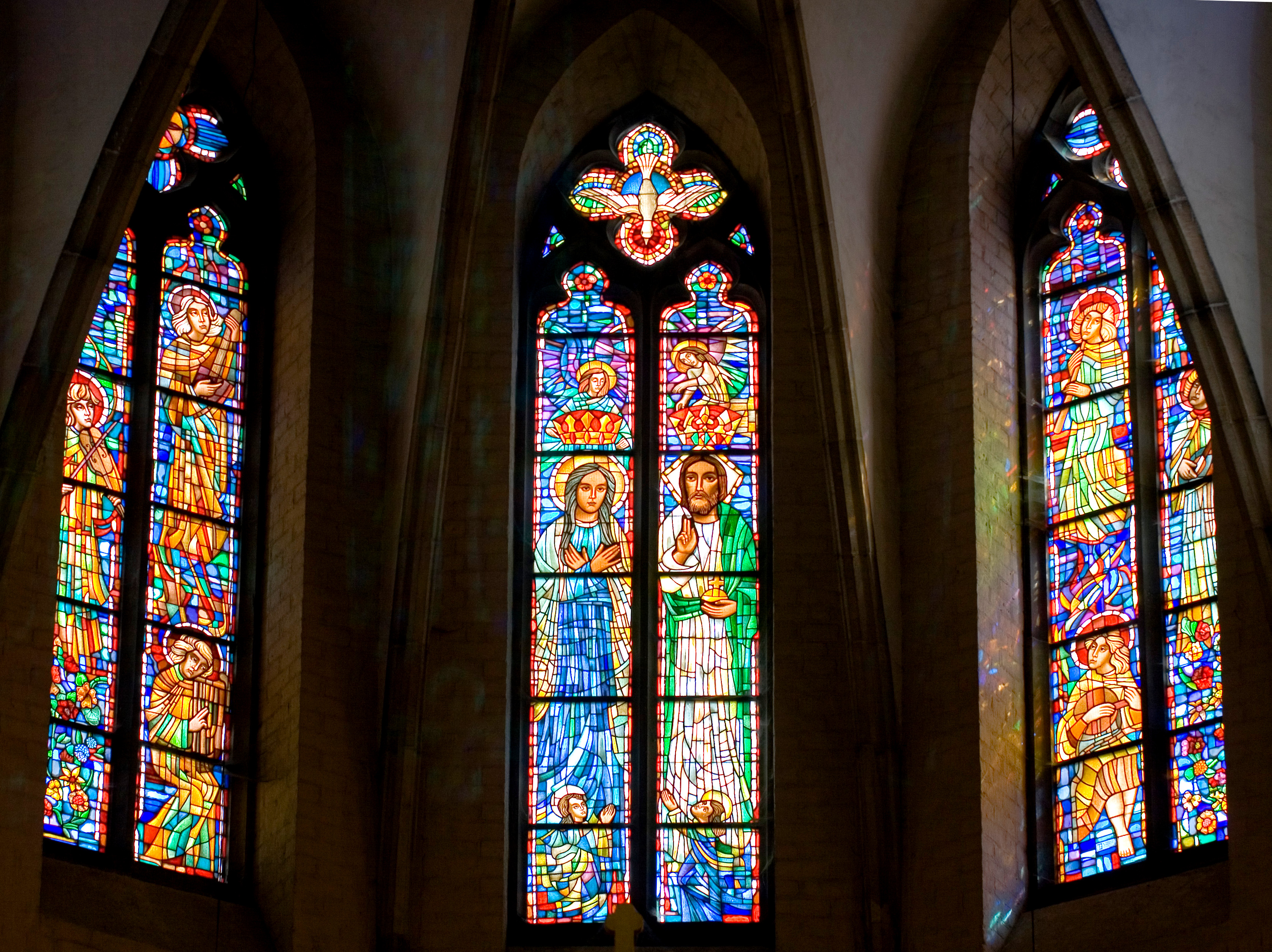
Vidrieras.
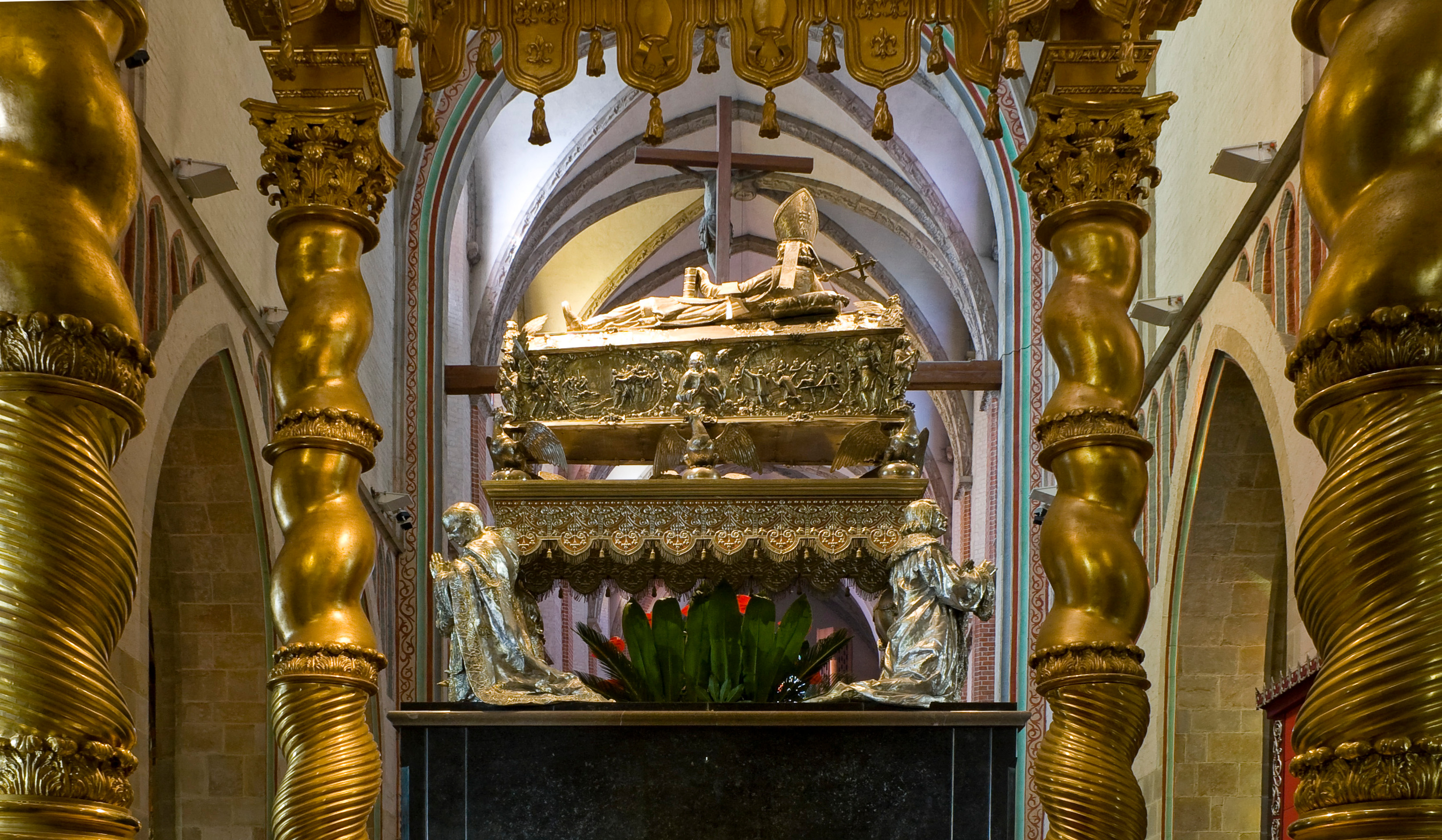
Sepulcro de plata de Adalberto de Praga.